# Décennie 1600 en architecture
| Années de l'architecture : 1597 - 1598 - 1599 - 1600 - 1601 - 1602 - 1603    |
| Décennies de l'architecture : 1570 - 1580 - 1590 - 1600 - 1610 - 1620 - 1630 |

Cet article présente les faits marquants de la décennie 1600 en architecture.

## Événements
- Avant 1603 : l'architecte Inigo Jones fait un séjour en Italie qui a d'importantes répercussions sur l'architecture anglaise[1].
- 1602-1619 : Carlo Maderno devient architecte en chef de la basilique Saint-Pierre de Rome. Il rajoute deux travées supplémentaires vers l'entrée et terminera le chantier avec la façade d'ordre colossal sur la place Saint-Pierre.
- Juillet 1606 : fin de la construction du Pont Neuf à Paris, commencée en 1578[2].
- 1606 : destruction du temple de Minerve construit par Domitien sur le forum de Nerva[3]. Les matériaux sont réutilisés pour construire la fontaine de l'Acqua Paola et la chapelle Borghèse de la basilique Sainte-Marie-Majeure[4].

- 1er janvier 1608 : inauguration de la galerie qui relie le Louvre aux Tuileries[5]. Des logements à l’attention d’artistes d’élite y sont ouverts.

## Réalisations

### Asie
- 1597-1668 : construction du palais Ali Qapou à Ispahan en Iran[6]. De 1598 à 1606, autour de la Meïdan-é Shah (« la place du Roi »), est édifié à Ispahan un complexe de bâtiments officiels, dont il ne reste que l’Ali Qapu, tribune pour assister au jeu de polo, et quelques pavillons dans des jardins, dont celui des Tchéhel Sotoun (« Quarante Colonnes »)[7].
- 1601 : 
  - construction du château d'Inuyama dans la préfecture d'Aichi au Japon (remanié en 1620)[8].
  - reconstruction du sanctuaire de Jongmyo en Corée[9].
- 1602 : construction du pont Si-o-se Pol à Ispahan en Iran[10].
- 1602-1616 : construction de la mosquée du Cheikh Lotfallah place Naghch-e Djahan à Ispahan  par l'architecte Mohammad Reza Esfahani[11].
- 1604 : reconstruction du temple Bulguksa en Corée[12].
- 1606 : construction du Jahângîr Mahal en l'honneur de l'empereur Jahângîr, en visite à Orchhâ[13].
- 1609 : reconstruction du Changdeokgung, palais royal de la dynastie Joseon détruit par les Japonais en 1592, à Séoul[14].

### Europe
- 1597-1617 : construction du château de Grosbois pour Nicolas de Harlay[15].
- 1597-1663 : construction de la Yeni Cami, nouvelle mosquée, à Constantinople[16].
- 1599-1605 : rénovation du Palazzo del Capitanio et de la Torre dell'Orologio à Padoue[17].
- 18 avril 1601 : début de la reconstruction de la cathédrale Sainte-Croix d'Orléans[18].
- 1601 : construction de La Fontana dell'Immacolatella à Naples, faite de marbre blanc et gris, par Michelangelo Naccherino et Pietro Bernini[19].

- 1602-1603 : construction de la halle aux viandes de Haarlem en Hollande par Lieven de Key[20].
- 1602-1605   : construction d'après les plans d'Anthonis van Obbergen (en) du Grand Arsenal de Gdańsk, monument marqué par les influences du maniérisme du Nord[21].
- 1602-1616   : agrandissement du château de Frederiksborg au Danemark, alors un pavillon de chasse bâti en 1560, selon les plans de Hans (en) et Lorenz van Steenwinckel (en)[22].

- 1605 : début de la construction de l'église Santa Maria della Vittoria de Rome par l'architecte Carlo Maderno[23].

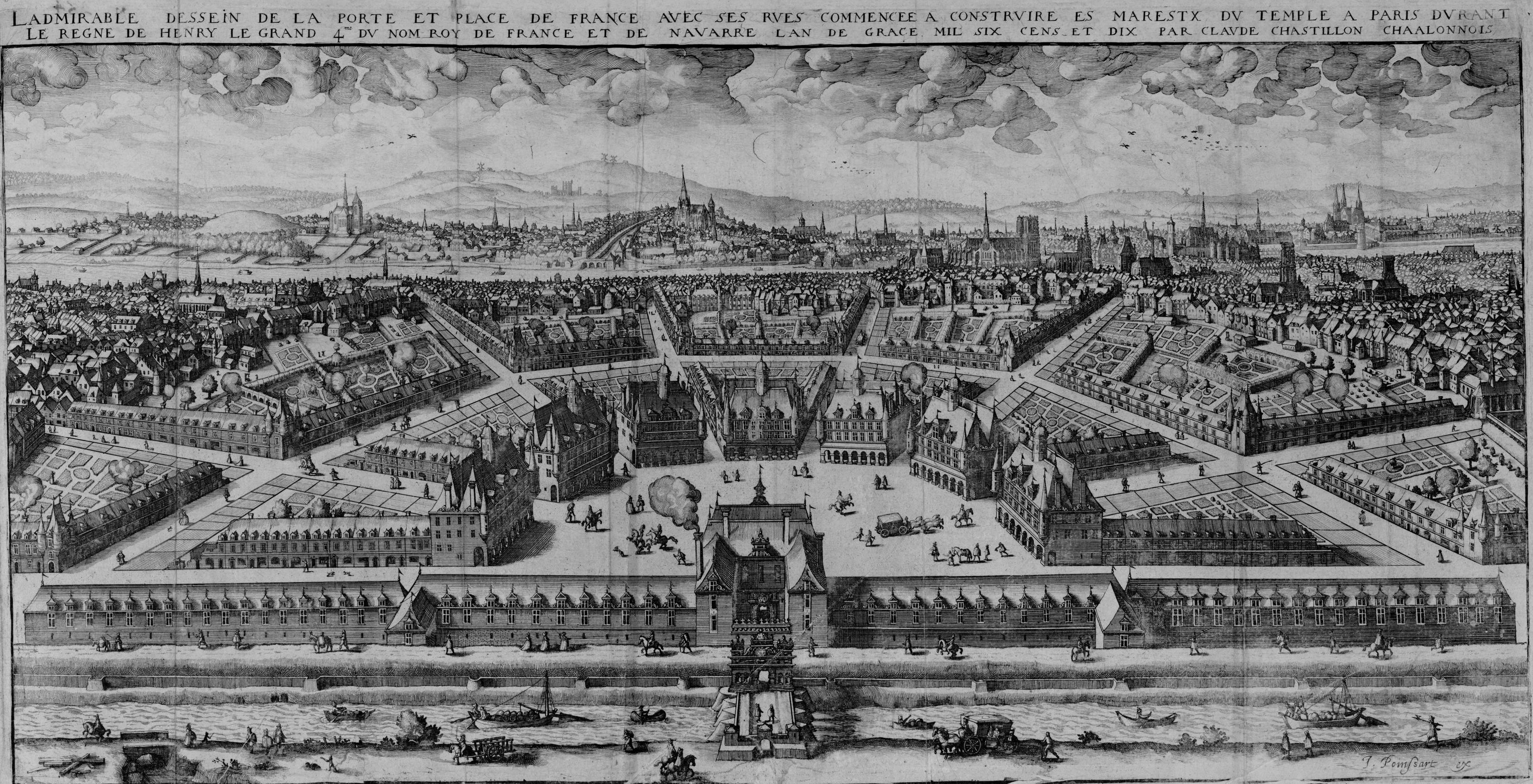
Projet de la Place de France à Paris en 1610

- 1605-1612 : aménagement des places Royale (juillet 1605-1612) et Dauphine (mars 1607-1611) à Paris sous l'initiative de Henri IV[24] ; le projet d'aménagement de la place de France (1609[25]) est abandonné après l’assassinat du roi en 1610[2].
- 1605-1614 : construction du château de Johannisburg par l'architecte Georg Ridinger, en Allemagne[26].
- 1606-1634 : construction du château de Rosenborg au Danemark[22],[27].
- 1606-1609 : Rémy Collin édifie la cour des Offices à Fontainebleau[28].
- 1607-1610 : construction du pavillon de Flore, alors au palais des Tuileries[29].

- 1608 : construction de l'église du couvent Sainte-Anne et Saint-Joseph à Cordoue en Espagne[30].
- 1608-1630 : construction de la façade baroque monumentale de l’alcazar de Madrid de Juan Gómez de Mora[31].

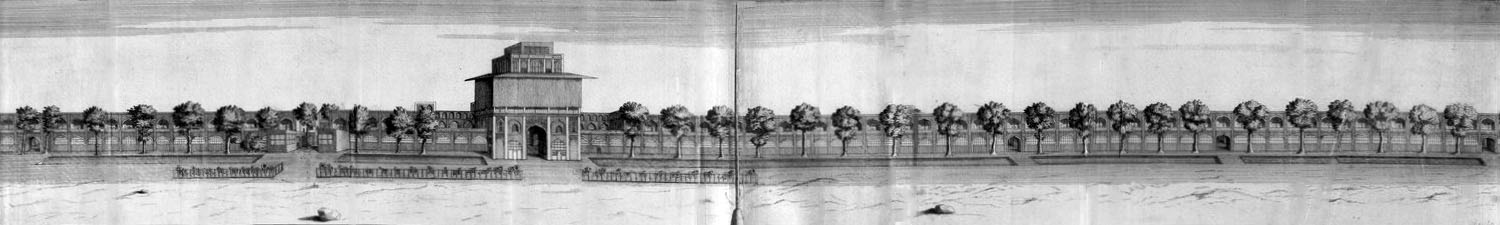
Le palais d'Ali Qāpu vu par Jean Chardin lors de son voyage en Perse en 1673-1677.

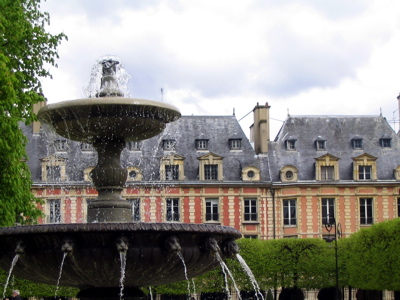
Place Royale
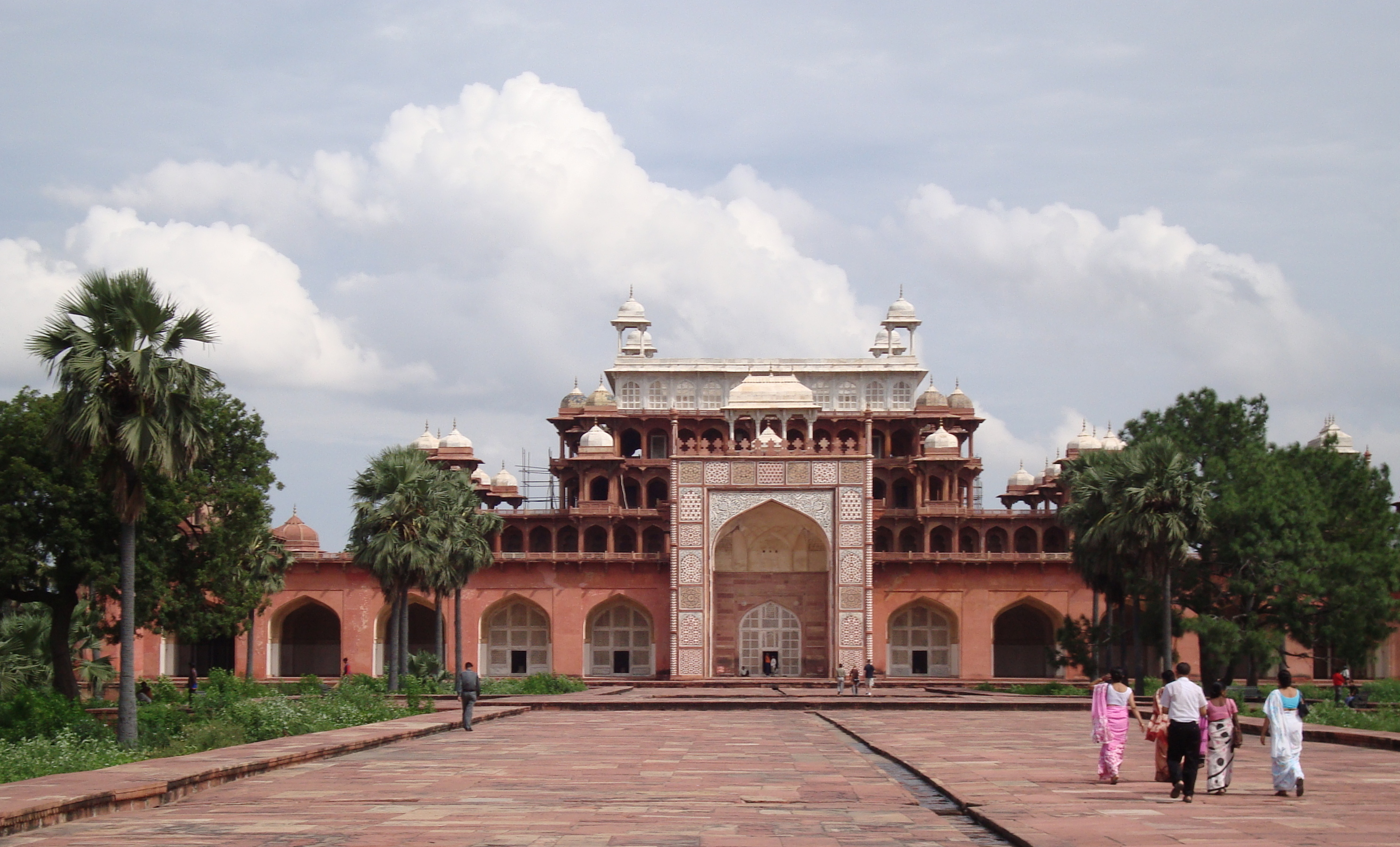
Mausolée d’Akbar

## Publications
- 1600 : La Fortification réduite en art et démontrée de Jean Errard.
- 1er juillet 1601 : Des fortifications et artifices, architecture et perspective de Jacques Perret.

## Naissances
- 1600 : Simon de la Vallée († 28 novembre 1642)

## Décès
- 1602 : Giacomo della Porta (° 1533)